# 安眠醫生
《安眠醫生》（英語：Doctor Sleep）是史蒂芬·金所寫的黑暗奇幻恐怖小說，於2013年出版，是《鬼店》的續集，贏得2013年布萊姆·斯托克獎最佳小說獎。
小說被改編成同名電影，安排於2019年11月8日在美國上映。

## 故事
全景酒店事件後35年，丹尼已經成為一個四十歲的大男人，在過去的十年，丹尼重蹈父親的覆轍，成為了一個酗酒者，連人生中最敬愛的迪克逝世了都不知道。不過經歷了匿名戒酒會長時間的幫助，丹尼已經重新做人，並利用其閃靈的能力，協助臨死的長者善終。某一日，丹尼收到一名擁有更強大閃靈力量的女孩艾柏拉的求助，艾柏拉因為其強大的閃靈力量，令她看到世上長生不老，專門吸取閃靈者真氣的真結族。真結族感應到艾柏拉強勁的閃靈，決定捕獵她。最後，兩人合力，在邪惡的聚居地全景酒店的遺址殲滅了真結族。

## 背景
2009年，正值《穹頂之下》出版之後，史蒂芬金舉辦了一個投票，詢問讀者究竟寫《鬼店》的續集《安眠醫生》，還是寫《黑塔》的外傳，結果雖然《安眠醫生》以不足一百票勝出，不過史蒂芬金最終決定先寫《穿過鎖匙孔的風》。直到2011年，接近《穿過鎖匙孔的風》正式出版時，才重提寫《安眠醫生》的計劃。最終《安眠醫生》榮獲2013布拉姆·斯托克獎最佳小說。
故事有部分的靈感來自奧斯卡，一隻據稱可以預知末期病患者生死的貓。

## 改編電影
2018年1月26日，據報導，麥可·弗拉納根被華納兄弟聘來執導2013年小說《安眠醫生》的改編電影。